# Крёстная мама
«Крёстная мама» — французский фильм 2020 года режиссёра Жана-Поля Саломе.
Сценарий фильма написан по одноимённому роману Ханнелор Кайре.
Автор романа, которая также является соавтором сценария, была отмечена номинацией на премию «Сезар» за 2021 год за лучшую адаптацию к фильму, совместно с Саломе.

## Сюжет
Главная героиня переводчица с арабского на французский по имени Пасьянс, она работает внештатным переводчиком в Министерстве юстиции.
Она вырастила в одиночестве двух своих дочерей, на ней лежат существенные платы по уходу за матерью в доме престарелых.
У неё роман с Филиппом, командиром бригады, в которой она работает.
Однажды она обнаруживает, что сиделка её матери, также является матерью перевозчика наркотиков, которого ей приходится переводить в полиции.
Когда отряд по борьбе с наркотиками организует операцию по поимке наркоторговцев, она предупреждают медсестру.
Её сын сбрасывает наркотики, после этого его арестовывают вместе с сообщниками.
Пасьянс забирает гашиш, хранит его в подвале своего дома.
Она продаёт гашиш через других наркоторговцев, которых ей приходилось прослушивать.
В полиции она фигурирует под именем «матрона» (La Daronne) .
Чтобы запутать следствие, она преображается в восточную женщину в хиджабе.
Полученные деньги позволяют ей выплатить долги и оплатить нормальный уход за матерью, которая в конечном итоге умрет в доме престарелых.
Филипп и его бригада идут по следам.
Филипп обнаруживает, что матрона и Пасьянс странно похожи, но он не собирается заходить дальше в своих подозрениях.
После смерти матери Пасьянс решает, что она заработала достаточно денег, и предпочитает прекратить свою преступную деятельность, отдав медсестре достаточно, чтобы заплатить адвокату.

## В ролях
- Изабель Юппер — Пасьянс Портфё
- Ипполит Жирардо — Филипп
- Ирис Бри — Гортензия Портфё
- Ребекка Мардер — Габриэлль Портфё
- Лилиан Ровер — мать Пасьянс